# Hemesthocera flavilinea
Hemesthocera flavilinea là một loài bọ cánh cứng trong họ Cerambycidae.